# よしの (護衛艦)
よしの（ローマ字：JDS Yoshino, DE-223）は、海上自衛隊の護衛艦。ちくご型護衛艦の9番艦。艦名は吉野川に由来し、この名を受け継いだ日本の艦艇としては、旧海軍の吉野型防護巡洋艦「吉野」に続き2代目にあたる。ただし、旧海軍のものは奈良県の吉野山に由来している。

## 艦歴
「よしの」は、第4次防衛力整備計画に基づく昭和47年度計画警備艦1223号艦として、三井造船玉野事業所で1973年9月28日に起工され、1974年8月22日に進水、1975年2月6日に就役し、呉地方隊第7護衛隊に編入された。
1976年5月11日、第7護衛隊が呉地方隊第36護衛隊に改称。
1986年3月19日、第36護衛隊が廃止となり、呉地方隊第38護衛隊に編入。
1987年7月1日、舞鶴地方隊第31護衛隊に編入。定係港が舞鶴基地に転籍。
1987年8月29日、北海道礼文島の北東約55kmでソ連オグネヴォイ級駆逐艦「オスモトリテルヌイ」を視認する。
1989年12月12日、横須賀地方隊第33護衛隊に編入され、定係港が横須賀に転籍。
1995年8月1日、呉地方隊第36護衛隊に編入され、定係港が再び呉に転籍。
1997年3月24日、呉地方隊第22護衛隊に編入。
2001年5月15日、除籍。